# Heinrich Freiberger
Heinrich Freiberger (* 21. August 1900 in München; † 9. September 1990) war ein deutscher Diplom-Ingenieur.

## Leben
Freiberger besuchte die Rupprecht- und Luitpold-Oberrealschule in München, unterbrochen durch eine Phase im Kriegsdienst gegen Ende des Ersten Weltkriegs. Nachdem er 1920 sein Abitur abgelegt hatte, studierte er Elektrotechnik an der TH München und erwarb 1924 das Diplom. Er begann als Konstrukteur und Patentbearbeiter bei der Süddeutschen Motoren AG in München und bei der Robert Bosch GmbH in Stuttgart, war danach als Prüfer und Entwickler bei Brown, Boveri & Cie. AG in Mannheim und als Laborleiter und Leiter des Messwesens bei der Bewag. 1933 reichte er bei der TH Berlin seine Dissertation zum Thema „Der elektrische Widerstand des menschlichen Körpers gegen technischen Gleich- und Wechselstrom“ über die ersten systematisch ausgeführten Messungen des Körperwiderstands ein. Das Werk erschien 1934 in Buchform.
Ab 1936 war Freiberger als Chefkonstrukteur und Vorstandsmitglied bei Voigt & Haeffner in Frankfurt am Main tätig. Im Zweiten Weltkrieg war Freiberger in den von den Deutschen besetzten Ländern an der Reorganisation der europäischen Lampenindustrie beteiligt. Dort Leiter des Sonderringes "Beleuchtungstechnik, Glühlampen, Kohlen und Bürsten" (R.M.f.R.u.K.) und mitverantwortlich für das "Jägerprogramm" im Rahmen des Osram-Konzerns. Gemeinsam mit Hans Heyne vom "Jägerstab" verantwortlich für das unterirdische Bauvorhaben des Osram-Konzerns im Rahmen des "Jägerprogramms" in Leitmeritz.
Von 1947 bis 1956 war er Gründungsgeschäftsführer und Vorsitzender der Vereinigung Deutscher Elektrizitätswerke in Frankfurt am Main. Von 1950 bis 1956 war er technischer Vorstand der Hamburger Elektrizitätswerke, danach Mitglied der Geschäftsführung und danach bis 1967 Vorsitzender der Geschäftsführung der Osram GmbH Berlin-München. Er gehörte dem Vorstand der Bergmann Elektrizitätswerke AG in Berlin und München an und war Geschäftsführer der P. Gossen GmbH in Erlangen. 1957 wurde er Mitglied im Verband der Bayerischen Metallindustrie, 1960 wurde er deren stellvertretender Vorsitzender, ehe er von 1962 bis 1973 Vorsitzender und danach Ehrenvorsitzender war. Von 1964 bis 1973 war er Präsident und danach Ehrenpräsident der Vereinigung der Arbeitgeberverbände in Bayern, er war ferner stellvertretender Vorsitzender des Gesamtverbandes der Metallindustriellen Arbeitgeberverbände, Mitglied des Präsidiums der Bundesvereinigung der Arbeitgeberverbände und Vorsitzender des Aufsichtsrats der Münchner Messe- und Ausstellungsgesellschaft. Von 1970 bis 1975 gehörte er dem Bayerischen Senat und von 1974 bis 1984 gehörte er dem Verwaltungsrat des Bayerischen Rundfunks an. Freiberger war Ehrensenator der Universität Karlsruhe.
Mit dem Bayerischen Verdienstorden war er am 7. Dezember 1964 ausgezeichnet worden.